# Beas (Spagna)
Beas è un comune spagnolo situato nella comunità autonoma dell'Andalusia.

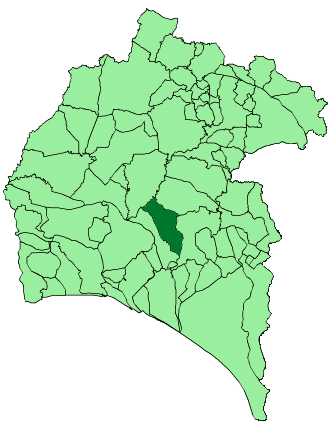
Mappa del comune nella provincia